# Ford Simulator III
Ford Simulator III es un videojuego simulador de carreras de 1992 desarrollado por The SoftAd Group y publicado por Ford Motor Company para DOS. Es la tercera entrega de la serie Ford Simulator.

## Jugabilidad
El juego en comparación con las dos entregas anteriores cuenta una configuración visual significativamente mejorada. En Ford Simulator III, todos los autos presentados se ven casi tan bien como en las carpetas publicitarias, además, el igualmente importante para el modo de simulación de jugador ordinario se ha mejorado significativamente.
En el apartado de información, tenemos 23 coches esperándonos, todos destinados a la venta al público en general en 1992. Además de los datos técnicos detallados, a los que se puede acceder fácilmente a través de una interfaz intuitiva, se ha introducido un sistema de comparación que permite diferentes modelos a afrontar con respecto a una de las funciones (por ejemplo, consumo de combustible o velocidad alcanzada). Los cambios importantes también afectaron la parte de simulación. Los autores renunciaron a la posibilidad de elegir el juego y, en su lugar, implementaron una carrera larga, en la que el jugador tiene que atravesar el automóvil elegido hasta el lago Wakatonka. Conducir no es lo más fácil de hacer. Además de evitar a otros usuarios de la carretera, que son muy numerosos en Ford Simulator III, el jugador también debe seleccionar correctamente las secciones siguientes de la ruta girando en la dirección correcta.